# Bagaceratops
Bagaceratops rozhdestvenskyi
Genre
Synonymes
- †Breviceratops Kurzanov 1990

Espèce
Synonymes
- †Bagaceratops rostdestvenskii
- †Breviceratops kozlowski Maryanska and Osmólska 1975,
- †Breviceratops kozlowskii Maryanska and Osmólska 1975,
- †Protoceratops kozlowskii Maryanska and Osmólska 1975

Bagaceratops est un genre fossile de dinosaure cératopsien ayant vécu il y a environ 72 millions d'années, durant le Maastrichtien basal (Crétacé supérieur), dans ce qui est maintenant le bassin de Nemegt, dans la province d'Ömnögovi, au sud de la Mongolie. 
Le genre est monotypique et l'espèce type est Bagaceratops rozhdestvenskyi.

## Étymologie
Son nom vient de la combinaison du mongol baga, « petit », et du grec ancien latinisé en ceratops, « visage (ou face) à cornes », pour donner « visage (ou face) à petite corne ».

## Description
Il ressemblait à un protocératops, mesurait 1 mètre de long et n'avait pas de dents de devant. Une espèce en est connue, Bagaceratops rozhdestvenskyi, décrite par Teresa Maryanska et Osmólska en 1975 à partir de plusieurs crânes et de matériaux post-crâniens découverts dans la formation de Barun Goyot, dans la province d'Ömnögovi en Mongolie.